# Micropoecilia branneri
Micropoecilia branneri är en fiskart som först beskrevs av Eigenmann, 1894.  Micropoecilia branneri ingår i släktet Micropoecilia och familjen Poeciliidae. Inga underarter finns listade i Catalogue of Life.